# Террануова-Браччоліні
Террануова-Браччоліні (італ. Terranuova Bracciolini) — муніципалітет в Італії, у регіоні Тоскана,  провінція Ареццо.
Террануова-Браччоліні розташована на відстані близько 200 км на північ від Рима, 38 км на південний схід від Флоренції, 25 км на захід від Ареццо.
Населення — 12 388 осіб (2014).

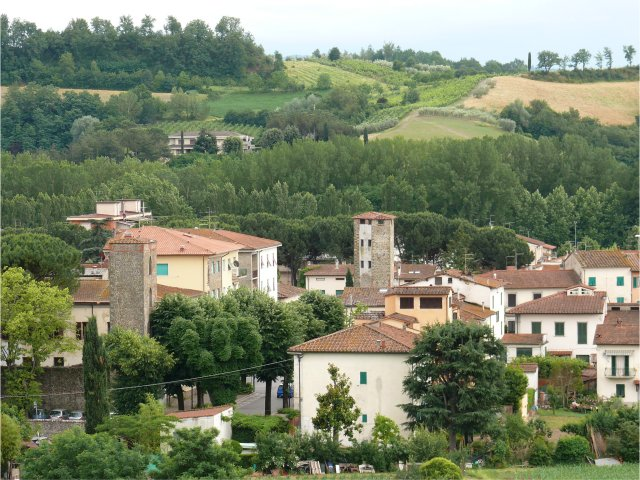

Щорічне свято покровителя міста Святого Антонія відзначається 13 червня.

## Демографія
Населення за роками:

Станом на 1 січня 2023 року в муніципалітеті офіційно проживали 844 іноземці з 56 країн, серед них 210 громадян країн Євросоюзу та 12 громадян України.

## Уродженці
- Спартако Ландіні (*1944) — колишній італійський футболіст, захисник, згодом — спортивний функціонер.

## Сусідні муніципалітети
- Кастельфранко-П'яндіско
- Кастільйон-Фібоккі
- Латерина
- Лоро-Чьюффенна
- Монтеваркі
- Перджине-Вальдарно
- Сан-Джованні-Вальдарно